# Municipio de Corwin (Dakota del Norte)
El municipio de Corwin (en inglés: Corwin Township) es un municipio ubicado en el condado de Stutsman en el estado estadounidense de Dakota del Norte. En el año 2010 tenía una población de 100 habitantes y una densidad poblacional de 1,07 personas por km².

## Geografía
El municipio de Corwin se encuentra ubicado en las coordenadas 46°44′50″N 98°38′18″O / 46.74722, -98.63833. Según la Oficina del Censo de los Estados Unidos, el municipio tiene una superficie total de 93.33 km², de la cual 93,31 km² corresponden a tierra firme y (0,01 %) 0,01 km² es agua.

## Demografía
Según el censo de 2010, había 100 personas residiendo en el municipio de Corwin. La densidad de población era de 1,07 hab./km². De los 100 habitantes, el municipio de Corwin estaba compuesto por el 100 % blancos. Del total de la población el 1 % eran hispanos o latinos de cualquier raza.